# Engelhardtia unijuga
Engelhardtia unijuga là một loài thực vật có hoa trong họ Juglandaceae. Loài này được (Chun) Chun ex P.Y.Chen mô tả khoa học đầu tiên năm 1981.